# Whitewater (rivier)
De Whitewater is een 87 kilometer lange rivier in het zuiden van Californië. De rivier stroomt door de Coachella Valley in de Sonorawoestijn en heeft ondanks zijn lengte een relatief klein debiet. De bronnen van de rivier bevinden zich in de San Bernardino Mountains en de rivier mondt uit in de Salton Sea.
Het water van de Whitewater bereikt zelden de Salton Sea. Het water verdampt onderweg door het warme klimaat en/of vloeit ondergronds weg naar de aquifer onder de Coachella Valley.
De naam is afgeleid van de oorspronkelijke Spaanse naam voor de rivier: Agua Blanco (wit water). Dit verwees naar de melkachtige kleur van het rivierwater door de opgeloste silicaat- en kalksteensedimenten. De nederzetting Whitewater is vernoemd naar deze rivier.